# Octavio Rivero
Raúl Octavio Rivero Falero (Treinta y Tres, 24 gennaio 1992) è un calciatore uruguaiano, attaccante del Barcelona SC.